# Alderia
Alderia is een geslacht van weekdieren uit de klasse van de Gastropoda (slakken).

## Soorten
- Alderia modesta (Lovén, 1844) = Kwelderslak
- Alderia uda (Ev. Marcus & Er. Marcus, 1956)
- Alderia willowi Krug, Ellingson, Burton & Valdés, 2007